# Matsubara Arisa
Matsubara Arisa (sinh ngày 1 tháng 5 năm 1995) là một cầu thủ bóng đá nữ người Nhật Bản.

## Đội tuyển bóng đá nữ quốc gia Nhật Bản
Matsubara Arisa thi đấu cho đội tuyển bóng đá nữ quốc gia Nhật Bản.

## Thống kê sự nghiệp
| Nhật Bản  | Nhật Bản | Nhật Bản |
| Năm       | Trận     | Bàn      |
| --------- | -------- | -------- |
| 2019      | 4        | 1        |
| Tổng cộng | 4        | 1        |

## Bàn thắng quốc tế
| #  | Ngày                 | Địa điểm                                        | Đối thủ           | Bàn thắng | Kết quả | Giải đấu                |
| -- | -------------------- | ----------------------------------------------- | ----------------- | --------- | ------- | ----------------------- |
| 1. | 11 tháng 12 năm 2019 | Sân vận động chính Asiad Busan, Busan, Hàn Quốc | Đài Bắc Trung Hoa | 5–0       | 9–0     | Cúp bóng đá Đông Á 2019 |